# Поперечный миелит
 Поперечный миелит  — воспалительное заболевание спинного мозга. 

## Определение
Острый поперечный миелит — это редкое очаговое воспалительное заболевание спинного мозга с остро или подостро развивающимися двигательными, чувствительными и вегетативными нарушениями.
Термин поперечный миелит в медицинской литературе часто используется как синоним миелита (воспаления спинного мозга любой этиологии); однако, более конкретно это относится к воспалительному процессу, который вовлекает как переднюю, так и заднюю часть спинного мозга, то есть распространяется поперечно спереди назад в горизонтальной плоскости.
Можно разделить поражения спинного мозга на не воспалительные (поперечная миелопатия) и воспалительные (поперечный миелит). А поперечный миелит, в свою очередь на идиопатический (в случае, когда не удалось установить причину) и вторичный, то есть ассоциированный с установленным заболеванием.

## История
Первые описания состояний, которые можно расценивать как острый поперечный миелит, относятся к концу 19 века. В 1882 году английский учёный Генри Чарлтон Бастиан описал несколько случаев острой миелопатии, при патологоанатомическом исследовании некоторые из них он отнёс к обусловленным сосудистым поражением, а другие — к воспалениям. В 1909 году Уильям Спиллер описал клинический случай пациента, у которого развился острый тетрапарез после поднятия куска льда весом 100 килограмм, пациент вскоре погиб и при вскрытии причиной развития миелопатии был тромбоз передней спинальной артерии. На основании этих данных ученый сделал вывод, что причина острого поперечного миелита, в большинстве случаев, сосудистая, а не первично воспалительная. Однако в 1922—1923 г. в Англии и Голландии описано более 200 случаев поствакцинального энцефаломиелита, связанных с вакцинацией против бешенства и оспы. И при патологоанатомическом исследовании в основном обнаруживались воспалительные клетки и демиелинизация, а не тромбоз сосудов. Что было впоследствии подтверждено исследованиями Роппер и Посканцер, также на основании патологоанатомического исследования тканей спинного мозга у скончавшихся пациентов. Они указывают, что чаще обнаруживали изменения характерные для воспаления и демиелинизации, чем для сосудистой патологии. И появился термин острая поперечная миелопатия (которая включала и не воспалительные случаи). А также озвучены критерии поперечной миелопатии которые включали следующие пункты: двусторонняя дисфункция спинного мозга с четко определяемым уровнем, развивающаяся в течение 4 недель, без предшествующего заболевания и исключение компрессионной этиологии. Фрэнк Форд в 1928 г. высказал мнение, что в основе развития острого поперечного миелита лежит не какая-либо конкретная инфекция, а отсроченная «аллергическая» реакция организма на эту инфекцию. Свое мнение он обосновывал тем, что у пациентов с эпидемическим паротитом симптомы миелита развивались уже после стихания инфекционного процесса.
Сам термин «острый поперечный миелит» впервые был использовал доктор Сачетт-Кей в 1948 году при описании миелита, развившегося как осложнение пневмонии.

9 июня день осведомленности о поперечном миелите. Впервые это мероприятие было проведено в 2011 году в Великобритании обществом поддержки людей с поперечным миелитом.

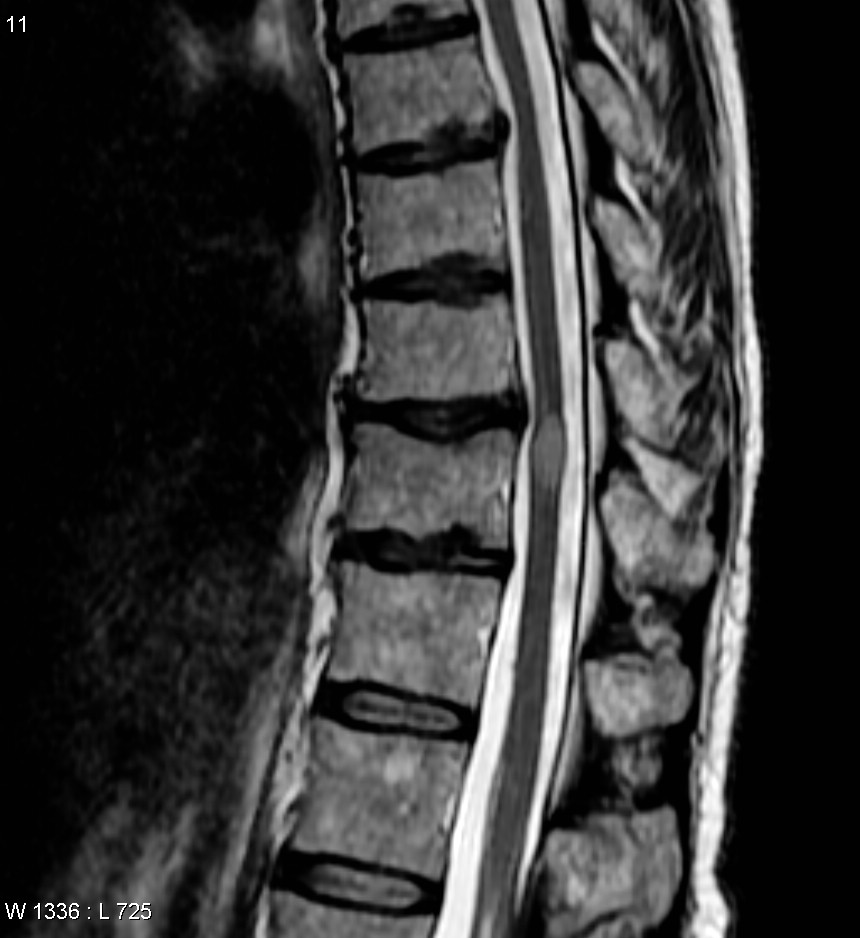
Поперечный миелит МРТ изображение

## Классификация
- Частичный поперечный миелит: по данным магнитно-резонансной томографии вовлечены один-два сегмента спинного мозга. При осмотре симптомы могут быть ассиметричными.
- Полный поперечный миелит: поражение симметричное и тяжелое, относится к дисфункции спинного мозга, которая вызывает симметричный, полный или почти полный неврологический дефицит ниже уровня поражения (значительное нарушение двигательной функции, потеря чувствительности и вегетативная дисфункция). При нейровизуализации: поражение, распространяющееся на один-два сегмента.
- Продольно-распространенный поперечный миелит: поражение спинного мозга может быть полным или неполным, а распространённость по данным магниторезонансной томографии составляет три или более сегмента спинного мозга.

Классификация основана на оценке поражения спинного мозга при клиническом осмотре и данных визуализации спинного мозга.

## Эпидемиология
Заболеваемость в диапазоне 1-8 случаев на 1 миллион человек в год Мужчины и женщины болеют примерно в равной степени. У женщин острый поперечный миелит часто ассоциирован с рассеянным склерозом.. Поперечный миелит может встречаться во всех возрастных группах, но пики числа заболевших приходятся на интервал 10-20 лет и после 40 лет.

## Этиология
К развитию поперечного миелита могут приводить:
- Демиелинизирующие заболевания — рассеянный склероз, заболевание спектра оптиконейромиелита, острый рассеянный энцефаломиелит.
- Инфекции, такие как энтеровирус, вирус лихорадки Западного Нила, вирусы герпеса, вирус иммунодефицита человека, вирус Зика, боррелиоз, микоплазма, бледная трепонема и другие.
- Системные воспалительные заболевания — системная красная волчанка, антифосфолипидный синдром, болезнь Бехчета, нейросаркоидоз и другие.
- Новообразования — миелит развивается опосредованно вследствие реакции организма на антитела вырабатываемые опухолью.

Наиболее часто поперечный миелит является проявлением демиелинизирующего заболевания или инфекции. Иные причины, а также идиопатический поперечный миелит встречаются реже. После начала пандемии вызванной новой коронавирусной инфекцией COVID-19, появились описания случаев развития поперечного миелита, ассоциированного с заболеванием или вакцинацией против вируса SARS-Cov-2.
В исследовании от 2009 г., в группе из 170 пациентов с острым поперечным миелитом, у 71,2 % удалось установить причину заболевания. Распределение по этиологическим факторам было следующим: рассеянный склероз 27 %, заболевание спектра оптикомиелита 6 %, инфаркт спинного мозга 15 %, параинфекционный миелит 12 %, системные заболевания соединительной ткани 8 %.

## Идиопатический поперечный миелит
Если в результате всестороннего обследования не удается установить причину миелита, то он расценивается как идиопатический.
Распространенность идиопатического поперечного миелита оценивают как несколько случаев на миллион человек в год, до трети заболевших это дети. Возрастные пики заболеваемости приходятся на 10-19 и 30-39 лет.
В 2002 г. рабочей группой по изучению острого поперечного миелита были разработаны критерии идиопатического острого поперечного миелита.
Для установления диагноза идиопатический острый поперечный миелит необходимо наличие всех критериев включения и отсутствие критериев исключения. Если присутствуют все критерии включения, но выявлено одно из состояний/заболеваний из перечня критериев исключения, то заболевание расценивается как вторичный миелит.
| Критерии включения | Критерии исключения |
| 1. Нарушение чувствительности, двигательной и вегетативной функций, соотносящиеся с поражением спинного мозга 2. Симптомы двустороннего поражения (не обязательно симметричного) 3. Четкий уровень нарушения чувствительности 4. Исключение компрессии спинного мозга по данным нейровизуализации (МРТ или миелографии, но не КТ) 5. Подтверждение воспалительного генеза миелопатии одним из методов (если результаты этих тестов отрицательны, то необходимо повторное исследование через 2-7 дней): • плеоцитоз при исследовании ликвора; • повышение индекса IgG; • накопление гадолиний-содержащего контрастного вещества очагом поражения 6. Прогрессирование симптоматики в интервале от 4 ч до 21 дня с момента возникновения симптомов (Если пациент просыпается с симптомами, то прогрессирование оценивают от момента пробуждения) | 1. Облучение позвоночника в предыдущие 10 лет 2. Клиническая картина, соответствующая поражению зоны кровоснабжения передней спинномозговой артерии 3. Признаки сосудистых мальформаций спинного мозга 4. Серологическое или клиническое подтверждение заболеваний соединительной ткани (таких как саркоидоз, болезнь Бехчета, синдром Шегрена, системная красная волчанка и т. д.) 5. Поражение центральной нервной системы в рамках инфекционного заболевания (сифилис, боррелиоз, ВИЧ-инфекция, заболевания вызванные Т-лимфотропным вирусом человека (HTLV-1), микоплазмой, герпесвирусами, энтеровирусом) 6. Изменения на МРТ головного мозга, характерные для рассеянного склероза 7. Ретробульбарный неврит в анамнезе (Пункты 4-7 не исключают острый поперечный миелит, ассоциированный с другими заболеваниями) В качестве предполагаемого звена патогенеза, в статьях посвященных идиопатическому поперечному миелиту, указывается интерлейкин-6. |

## Дифференциальная диагностика
Миелит дифференцируют с поражениями спинного мозга не вызванными воспалением.
- Компрессионная миелопатия (сдавление спинного мозга): грыжи межпозвонкового диска, шейный спондилез со стенозом позвоночного канала, эпидуральный абсцесс, эпидуральная гематома, эпидуральный липоматоз, новообразования, кисты (синовиальные или арахноидальные), врожденный стеноз позвоночного канала, оссификация задней продольной связки, мальформация Арнольда-Киари, артрит или анкилоз при ревматоидном артрите, подвывих позвонка при спондилите, болезнь Педжета, диффузный идиопатический скелетный гиперостоз, внекостный гемопоэз[4].
- Метаболические и токсические миелопатии: дефицит витамина В12[20] (реже витамина В1, Е, фолатов), оксид озота, абеталипопротеинемия, токсическое действие лекарственных препаратов (амиодарон, метотрексат, амфотерицин, пенициллин, баклофен[21]), органические фосфаты, болезнь Конзо (особая форма паралича, вызываемая цианидом, содержащимся в корнях маниоки, возникает только в Африканском регионе и приводит к смерти каждого пятого заболевшего)[22], латиризм, героин, печёночная миелопатия, болезнь Хашимото и другие[4].
- Наследственные и нейродегенеративные заболевания: Наследственная спастическая параплегия, атаксия Фридрейха, лейкодистрофия, болезнь двигательного нейрона, болезнь Краббе
- Новообразования: лимфома (первичная лимфома центральной нервной системы или метастатическое поражение), лейкоз, глиома.
- Сосудистая миелопатия: инфаркт спинного мозга, артериовенозная фистула, тромбоз артерий при протромботических состояниях (инфекции, новообразования, васкулиты и другие), артериовенозная мальформация, кесонная (декомпрессионная) болезнь и другие.
- Другие поражения спинного мозга: сирингомиелия, лучевая миелопатия, поверхностный сидероз, ВИЧ ассоциированная вакуолярная миелопатия[4].

Локализация поражений спинного мозга

## Клиническая картина
Характерный симптом — снижение или отсутствие мышечной силы в конечностях (наиболее часто вовлекаются ноги), нарушение чувствительности ниже уровня поражения спинного мозга, нарушение функции мочевого пузыря, дефекации и вегетативные нарушения. К другим симптомам относятся: симптом Лермитта ,нарушение дыхания, при нарушении иннервации диафрагмы. Возможно вовлечение только одной половины спинного мозга — когда на поврежденной стороне развивается паралич и нарушается ощущение вибрации и положения конечности в пространстве, а на другой стороне нарушается болевая и температурная чувствительность. Такое сочетание симптомов носит название — синдром Броун-Секара.
Если оценивать частоту возникновения симптомов, то у половины пациентов имеется нижняя параплегия (полное отсутствие движений в ногах), практически у всех больных наблюдается нарушение функции мочевого пузыря, у 80-94 % чувствительные нарушения.

## Диагностика
Обследования, которые следует провести всем пациентам с подозрением на поперечный миелит:
- МРТ всего позвоночника с контрастным усилением и без него (Данное исследование позволит оценить насколько большой очаг поражения, выявить признаки воспаления. А также исключить сдавление спинного мозга, при котором возможно оперативное лечение)
- МРТ головного мозга с контрастным усилением гадолинием и без него. (Для оценки наличия очагов демиелинизации в головном мозге, что может указывать на рассеянный склероз)
- Анализ спинномозговой жидкости (количество клеток, белок, глюкоза, исследование на сифилис — VDRL - тест[26], олигоклональные полосы, индекс иммуноглобулина G и цитология)
- Исследование сыворотки крови: на антитела NMO-IgG (анти-аквапорин-4 IgG), уровень витамина B12, метилмалоновую кислоту, антитела к иммунодефициту человека, исследования на сифилис, исследование на аутоиммунные заболевания (Например: сывороточные антитела к ANA, Ro/SSA и La/SSB) и тиреостимулирующий гормон

Для пациентов с продольно-обширным поражением спинного мозга дополнительно проводят тесты:
- Скорость оседания эритроцитов в сыворотке, С-реактивный белок, антинуклеарные антитела, антитела к экстрагируемому ядерному антигену, ревматоидный фактор, антифосфолипидные антитела и антинейтрофильные цитоплазматические антитела
- КТ грудной клетки (оценка наличия признаков саркоидоза)

В отдельных случаях может потребоваться дополнительное тестирование:
- Нейроофтальмологическое обследование
- Исследование на паранеопластические антитела
- Серологические исследования и исследования спинномозговой жидкости на возбудителей
- Медь в сыворотке и церулоплазмин (для исключения болезни Вильсона-Коновалова)
- Уровень витамина Е в сыворотке
- Ангиография сосудов спинного мозга
- Коагулограмма
- Электродиагностическая оценка (соматосенсорные вызванные потенциалы, исследования нервной проводимости, электромиография)
- Биопсия слюнной железы

## Прогноз
Длительные наблюдения за людьми с поперечным миелитом показывают, что пациентов в зависимости от исходов заболевания можно разделить на три группы: первая группа это пациенты с хорошим восстановлением, вторая это пациенты с умеренной степенью инвалидизации и третья больные с тяжелой инвалидизацией. Численность групп примерно равна. Если оценивать прогноз для людей с диагнозом идиопатического миелита, то улучшение, хотя бы частичное, наступает у большинства пациентов. Начало восстановления начинается между 1 и 3 месяцем от начала болезни.
Если не наступает улучшения в течение 3-6 месяцев, то вероятность восстановления в дальнейшем очень низкая.
Признаки, указывающие на вероятность неблагоприятного исхода
Клинические: Критерием указывающим на плохой исход является выраженность нарушений и низкий уровень способности к самообслуживанию при поступлении (при оценке по шкале Рэнкин). К другим факторам относятся: быстрое прогрессирование симптомов, боль в спине, спинальный шок. Для детей дополнительно выделяют развитие заболевания в раннем возрасте, высокое поражение (шейный отдел спинного мозга) и потребность в поддержке дыхательной функции.
Данные обследования: нарушение центральной проводимости при исследовании вызванных потенциалов, присутствие в ликворе маркеров нейронального повреждения (таких как белок 14-3-3).
Признаки, указывающие на вероятность рецидива миелита
- Большие очаги или несколько очагов в спинном мозге на МРТ
- Поражения головного мозга на МРТ
- Наличие одного или нескольких аутоантител (ANA, dsDNA, фосфолипид, c-ANCA)
- Смешанное заболевание соединительной ткани
- Положительные тест на антитела NMO-IgG (анти-аквапорин-4), наличие олигоклональных антител в ликворе

## Осложнения
Течение поперечного миелита может осложнится развитием хронического болевого синдрома, инфекции мочевыделительной системы, спастичности, пролежней, психологических нарушений (таких как депрессия) и так далее.

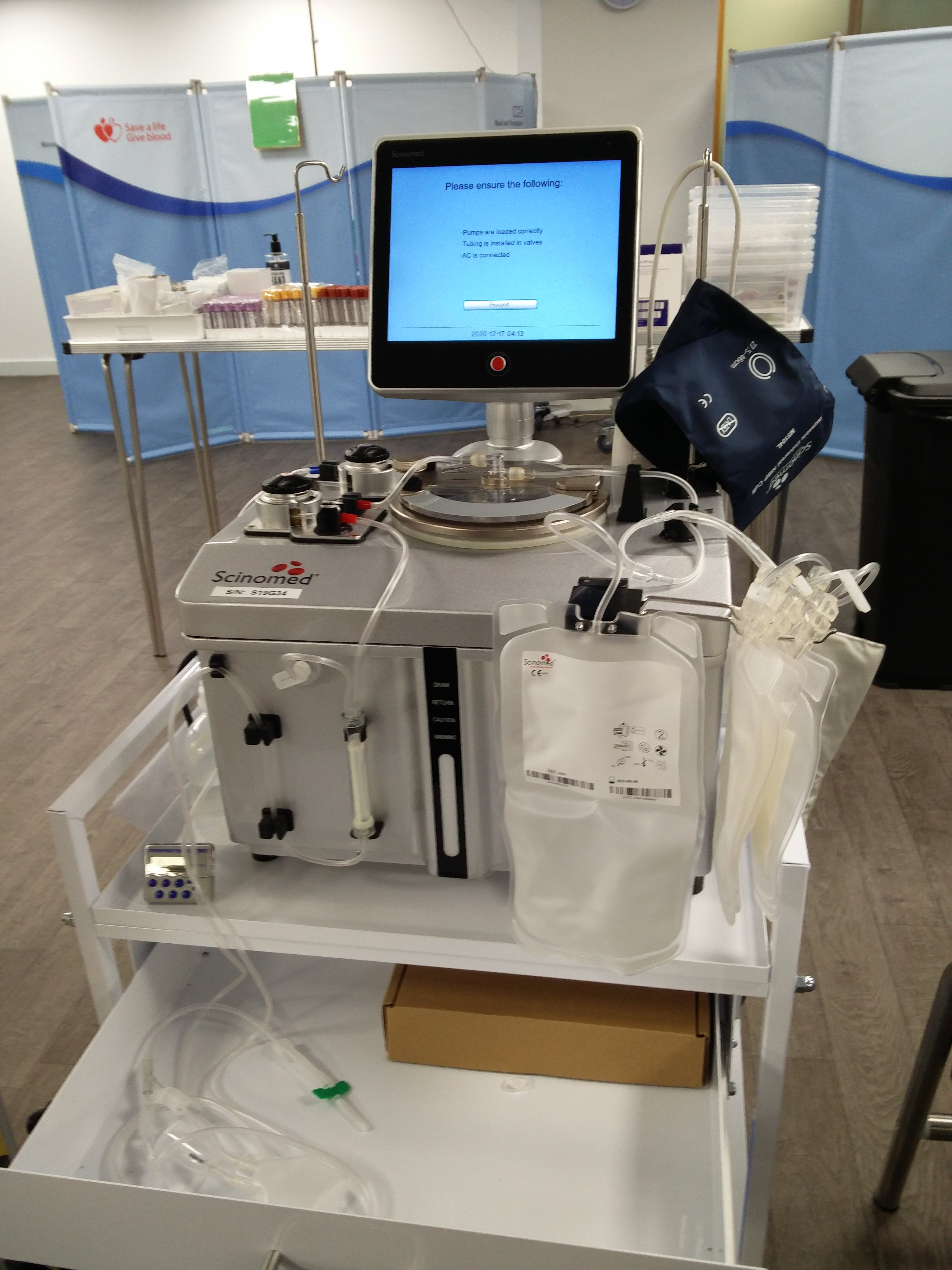
Аппарат для проведения плазмафереза

## Лечение
Предпочтительно как можно более раннее начало терапии, что может снизить вероятность значительной инвалидизации. Дообследование проводится в процессе лечения. В лечении острого поперечного миелита чаще всего используют глюкокортикостероиды в виде короткого курса с высокими дозами (Например: Преднизолон 1000 мг в сутки или дексаметазон в дозе 200 мг в сутки). При недостаточном эффекте от глюкокортикостероидов применяют плазмаферез. Дальнейшая терапия зависит от заболевания, на фоне которого развился миелит.
При рассеянном склерозе используются препараты модулирующие течение рассеянного склероза.
При заболевании спектра оптикомиелита применяют такие препараты как ритуксимаб, микофенолата мофетил, азатиоприн.
При миелите на фоне заболеваний соединительной ткани используют кортикостероиды, иммуносуппресивные препараты (такие как азатиоприн, циклофосфамид, метотрексат, микофенолата мофетил).
Для выбора лекарственного средства для продолжения терапии большое значение имеет дообследование и установление причины миелита. Так как правильный выбор лечения улучшает прогноз заболевания. А также в связи с тем, что лекарства эффективные для одного заболевания, могут ухудшить течение другого (Например: применение препаратов для лечения рассеянного склероза — бета-интерферона, финголимода, глатирамера ацетата и натализумаба, могут привести к ухудшению при заболевании спектра оптикомиелита)